# Domingo Ram i Lanaja
Pour les articles homonymes, voir RAM.
Domingo Ram i Lanaja   (né  vers 1345  à Alcañiz  en Espagne, et mort  à Rome, le 25 avril 1445) est un cardinal espagnol du XVe siècle. Il est membre de l'ordre des augustins.

## Biographie
Ram  étudie à l'université de Lérida. Il est prieur de la collégiale d'Alcañiz, procurateur de l'église de San Salvador de Saragosse, collecteur de l'archidiocèse de Saragosse et référendaire de l'antipape Benoît XIII à la chancellerie de Monaco. Ram est en service de l'antipape Benoît XIII à Perpignan et l'antipape l'envoie comme nonce en Espagne. Il est un des sept ambassadeurs, envoyés par l'antipape en 1409 pour négocier l'abdication du concile de Pise et de la cour du pape Grégoire XII, mais la mission ne réussit pas. Il assiste au concile de Perpignan en 1409. En 1410 il est nommé évêque d'Huesca par l'antipape. Ram est un des architectes du compromis de Caspe, qui désigne le successeur du roi Martin Ier d'Aragon et il couronne Fernando de Antequera  comme roi en 1414. Il est nonce de l'antipape Benoît XIII à Naples, Sicile, Sardaigne et Corse pour convaincre la reine Jeanne II de Naples à joindre l'obédience d'Avignon, mais la reine reste fidèle à Rome. Ram est viceroy de Sicile et participe au concile de Constance. En 1415 il est transféré au diocèse de  Lérida. Enfin Ram entre l'obédience de Rome.
Le pape Martin V le crée cardinal lors du consistoire secret du 23 juillet 1423. Sa création est publiée le 8 novembre 1430. Le cardinal Ram  est nommé président de la Généralité de Catalogne et il joue un rôle important au concile de Tortosa avec le cardinal Pierre de Foix, pour finir définitivement le Grand Schisme d'Occident. En 1434 il est cardinal protoprêtre et Ram est nommé administrateur en 1434 et archevêque en 1440 de Taragone. Le roi Alphonse V d'Aragon l'envoie comme ambassadeur au concile de Bâle et Ram s'y oppose contre le pape Eugène IV. Il meurt en 1445, à presque 100 ans.
Le cardinal Ram ne participe pas au conclave de 1431 (élection d'Eugène IV).